# ADM-Aeolus
ADM-Aeolus (pełna nazwa: Atmospheric Dynamics Mission Aeolus, dosł. „Misja Dynamiki Atmosfery Eol”) – satelita obserwacji Ziemi zbudowany przez Airbus Defence and Space (część Grupy Airbus) dla Europejskiej Agencji Kosmicznej (ESA). Jest pierwszym w historii satelitą przeznaczonym do obserwacji profilów wiatru. Zadaniem satelity jest nakreślenie w czasie rzeczywistym pola ziemskiego wiatru przy pomocy nowatorskiej techniki laserowej. Został wystrzelony na niską heliosynchroniczną orbitę okołoziemską przy użyciu rakiety nośnej Vega 22 sierpnia 2018 roku o 21:20 UTC.
Nazwa satelity pochodzi z mitologii greckiej od Eola (inaczej Ajolos; gr. Αἴολος Aíolos, łac. Aeolus), władcy wichrów.
Misja jest częścią programu Europejskiej Agencji Kosmicznej „Żyjąca planeta”.

## Przygotowania do startu
W 2018 roku satelita przechodził serię testów. 
Satelita został przetransportowany na stanowisko startowe w lipcu 2018 roku. 17 sierpnia został zamontowany na rakiecie Vega, a jego start zaplanowano na 21 sierpnia. W rzeczywistości start nastąpił 24 h później.

## Główny instrument
Podstawą misji jest jej jedyny, ale wysublimowany i nowatorski instrument o nazwie Aladin (Atmospheric Laser Doppler Instrument; por. Aladyn), badający atmosferę na bazie lasera i efektu Dopplera. Połączenie dwóch laserów (lidarów) dużej mocy, wielkiego teleskopu i skrajnie czułych odbiorników ma według Europejskiej Agencji Kosmicznej czynić go jednym z najbardziej zaawansowanych przyrządów badawczych umieszczonych na orbicie. Lidar ma operować w bliskim ultrafiolecie, posługując się falą o długości 355 nm. Transmiterem jest laser neodymowy Nd:YAG pompowany laserem półprzewodnikowym, wraz z układem generacji trzeciej harmonicznej.
Satelita ma próbkować najniższe 30 km atmosfery Ziemi celem przekazania informacji o wertykalnych profilach wiatru, a także na temat aerozoli i chmur. Ma to nie tylko umożliwić lepsze zrozumienie funkcjonowania atmosfery i wspomóc badania nad klimatem, ale też pomóc w przewidywaniu zjawisk ekstremalnych takich jak huragany i El Niño.